# Julie Favre
Pour les articles homonymes, voir Favre.
Julie Favre, née Velten le 15 novembre 1833 à Wissembourg et morte à Sèvres le 31 janvier 1896, connue sous son nom d'épouse, Madame Jules Favre, est une philosophe et pédagogue française. Elle dirige l’École normale supérieure de Sèvres depuis sa création en 1880 jusqu'à sa mort en 1896. Elle dote l'école d’une organisation, d’un corps professoral d'excellence, mais aussi d’une philosophie pédagogique de qualité, marquant profondément toute la génération des femmes professeurs qui prennent en charge l'enseignement secondaire des jeunes filles en France à partir de 1880. 

## Biographie
Caroline Julie Émilie Velten est la fille du pasteur et inspecteur ecclésiastique luthérien Michel Velten et de Caroline Louise née Weber. Enfant passionnée de lectures et de piano, elle se rebelle très tôt contre les exigences et les contraintes de la piété familiale sans toutefois abandonner tout sentiment religieux. En 1848, les événements révolutionnaires font naître en elle une forte conviction républicaine. Elle est élève d'un pensionnat de Wissembourg, où elle apprend l'allemand et probablement l'anglais, et elle est reçue au brevet supérieur des institutrices
En 1853, Julie Velten prend les fonctions de sous-maîtresse au pensionnat protestant de jeunes filles, fondé et dirigé par Madame Frèrejean, d'abord à Paris, puis 41 rue de la Paroisse à Versailles. Mme Frèrejean est marquée par les théories pédagogiques de Joseph Jacotot et sa méthode d'« enseignement universel » qui repose sur l'apprentissage par cœur, la répétition, la responsabilité personnelle et la conscience, plutôt que la coercition et les punitions. Les études elles-mêmes étaient fondées sur la lecture et la discussion de grands textes, sur l’observation conduisant à la compréhension des règles générales.
Dès 1860, Julie Velten est associée à la direction du pensionnat puis elle succède à Mme Frèrejean à la direction de l’établissement, qui s'est entre-temps installé à Versailles. Partisan d'une forte éducation morale et religieuse, elle se fie à la droiture de ses élèves et établit avec elles une confiance mutuelle.
Pendant la guerre de 1870, elle garde l’école ouverte pour les étudiantes qui ont été dans l’impossibilité de retourner dans leur famille. Elle-même s'engage pendant un temps dans les services de santé.
Alors que l'Assemblée nationale siège à Versailles durant la guerre franco-allemande de 1870, elle fait la connaissance de Jules Favre, avocat protestant libéral, académicien depuis 1867 et grande figure républicaine, pour qui elle traduit différents documents de l'allemand. Malgré une différence d'âge de 23 ans, ils se marient lors d'une cérémonie au temple protestant de Versailles, le 6 août 1874. Très proche intellectuellement de son mari, elle en partage les idées politiques et collabore si étroitement avec lui qu’il voulait la faire nommer coauteur de nombre de ses travaux. Ils voyagent beaucoup ensemble, notamment en Suisse. Après la mort de son époux en 1880, elle édite ses discours parlementaires en quatre volumes, ses plaidoyers et discours en deux volumes et son ouvrage sur La vérité sur les désastres de l’Armée de l’Est.

## Direction de l'École normale supérieure de Sèvres
En lien avec la loi de 1880 qui crée des lycées et collèges de jeunes filles, le député Camille Sée propose en juillet 1881 la création d'une école normale de l'enseignement secondaire, destinée à former les professeures qui y enseigneront. Le 1er novembre 1881, le ministre de l'Instruction publique Jules Ferry la nomme au poste de première directrice de l’École normale supérieure de jeunes filles dont elle doit organiser le fonctionnement, l'école devant ouvrir le 12 décembre 1881 dans l'ancienne Manufacture de porcelaine de Sèvres, dans des locaux laissés en déshérence depuis 1876. Le site est restauré par l'architecte Charles Le Cœur. Les étudiantes sont internes, chacune a sa chambre dès l'ouverture, les élèves de première année sont logées en dortoir durant un an. Julie Favre veille particulièrement à la formation morale des étudiantes et à la qualité pédagogique de l'enseignement. Elle exerce notamment son influence par les « Bonsoirs », rendez-vous quotidiens proposés aux Sévriennes. Sa pensée s'est nourrie de la fréquentation de nombreux auteurs religieux et philosophiques. Elle publie plusieurs recueils de morceaux choisis d'auteurs, les Morales de Montaigne, et des Stoïciens, ainsi qu'un volume sur la morale de Plutarque resté inachevé à sa mort, dont l'édition est terminée par Adolphine Couvreur pour paraître en 1909.
Les relations de Julie Favre avec les professeurs de l'école sont définies par l'arrêté du 31 octobre 1883. Elle tient des réunions de concertation, et doit définir avec eux la nature et les modalités des concours auxquels les étudiantes doivent être préparées, notamment les agrégations féminines. Elle suit la nomination des professeurs, adressant des propositions à l'administration qui sont généralement reçues favorablement, elle assiste souvent aux cours d'histoire, de littérature ou de philosophie.
Julie Favre exerce ses fonctions de directrice de l'École jusqu'à sa mort, le 31 janvier 1896 à l’âge de 62 ans.

## Publications

### Ouvrages philosophiques
- 1887 - Montaigne moraliste et pédagogue, Libraire Fischbacher, Paris
- 1888 - La Morale des Stoïciens, Félix Alcan Éditeur, Paris
- 1888 - La Morale de Socrate, Félix Alcan Éditeur, Paris
- 1889 - La Morale d'Aristote, Félix Alcan Éditeur, Paris
- 1891 - La Morale de Cicéron, Libraire Fischbacher, Paris (407 pages)
- 1909 - La Morale de Plutarque (préceptes et exemple), H. Paulin et Cie, Paris (347 pages)

### Édition des œuvres de Jules Favre
- 1881 - Jules Favre, Discours parlementaires, publiés par cE. Plon, Paris
- 1882 - Jules Favre, Plaidoyers politiques et judiciaires, publiés par Mme Veuve Jules Favre, née Velten, Librairie E. Plon, Paris
- 1883 - La Vérité sur les désastres de l'armée de l'Est et sur le désarmement de la garde nationale, telle qu'elle ressort des dépêches officielles échangées entre le gouvernement de Bordeaux et les chefs de l'armée, et des dépositions des principaux témoins devant la commission d'enquête parlementaire, par Mme Vve Jules Favre, née Velten, librairie Plon, Paris
- 1893 - Jules Favre, Plaidoyers et discours du bâtonnat, publiés par Mme Veuve Jules Favre, née Velten, Librairie Marescq aîné, Paris (2 tomes)

### Traductions
- 1879 - Robert Hartmann, Les peuples de l'Afrique, Paris, librairie Germer Baillière et Cie, 108 boulevard Saint-Germain, au coin de la rue Hautefeuille - 1880
- 1886 - Jean-Paul Richter, Sur l'Éducation, Librairie Delagrave, Paris
- 1893 - Karl Daendliker, Histoire du peuple Suisse, introduction de Jules Favre